# Tümpel

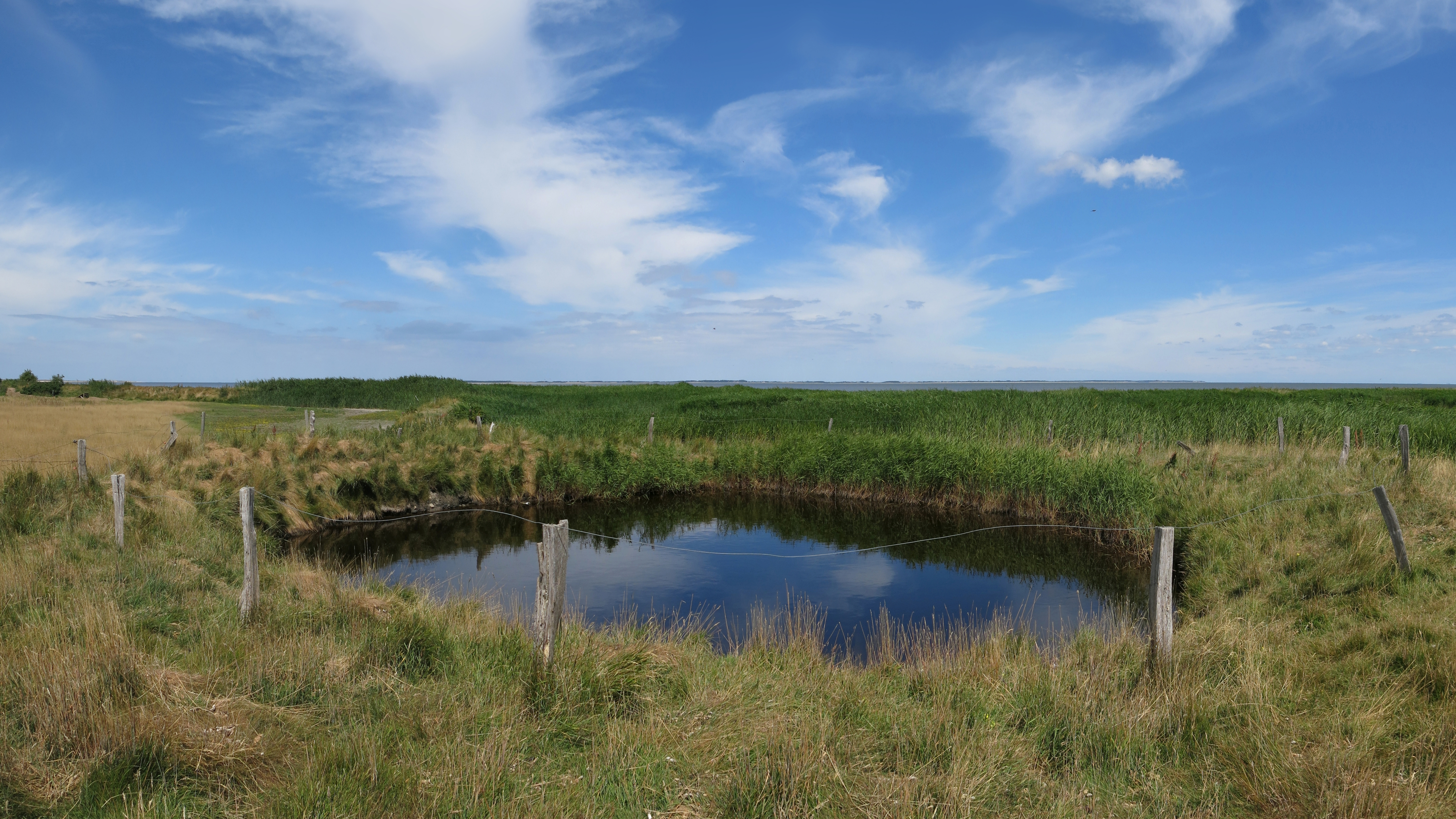
Tümpel auf Amrum, Deutschland

Ein Tümpel, österreichisch auch Lacke, norddeutsch Blänke  oder Pfuhl (nds. u. a. Pool oder Puhl), ist ein Stillgewässer, das limnologisch einem kleinen Weiher entspricht. Der Begriff ist jedoch nicht auf ganzjährliche Gewässer beschränkt, wonach Tümpel gelegentlich trockenfallen können.

## Beschreibung
Nach der engen Definition können Tümpel während der heißen Jahreszeit aufgrund hoher Verdunstung trockenfallen, zeitweilig trockenfallende Tümpel werden zu den temporären Gewässern gerechnet. Tümpel sind flach und werden in der Regel weniger als 50 Zentimeter tief. Wegen der großen Oberfläche im Verhältnis zum Wasservolumen haben sie, aufgrund der Diffusion von Luft in das Wasser, einen Sauerstoffgehalt von meist über 50 % der Sättigung.
Auf natürliche Weise werden Tümpel bei der Schneeschmelze im Frühling, bei heftigen Regenfällen, bei Überschwemmungen oder beim Austritt von Grundwasser in Senken gebildet. Tümpel werden vor allem durch Regenwasser gespeist. Sie haben deshalb einen stark schwankenden Wasserstand. Sie verlanden normalerweise rasch. 

## Formen

### Wiesentümpel

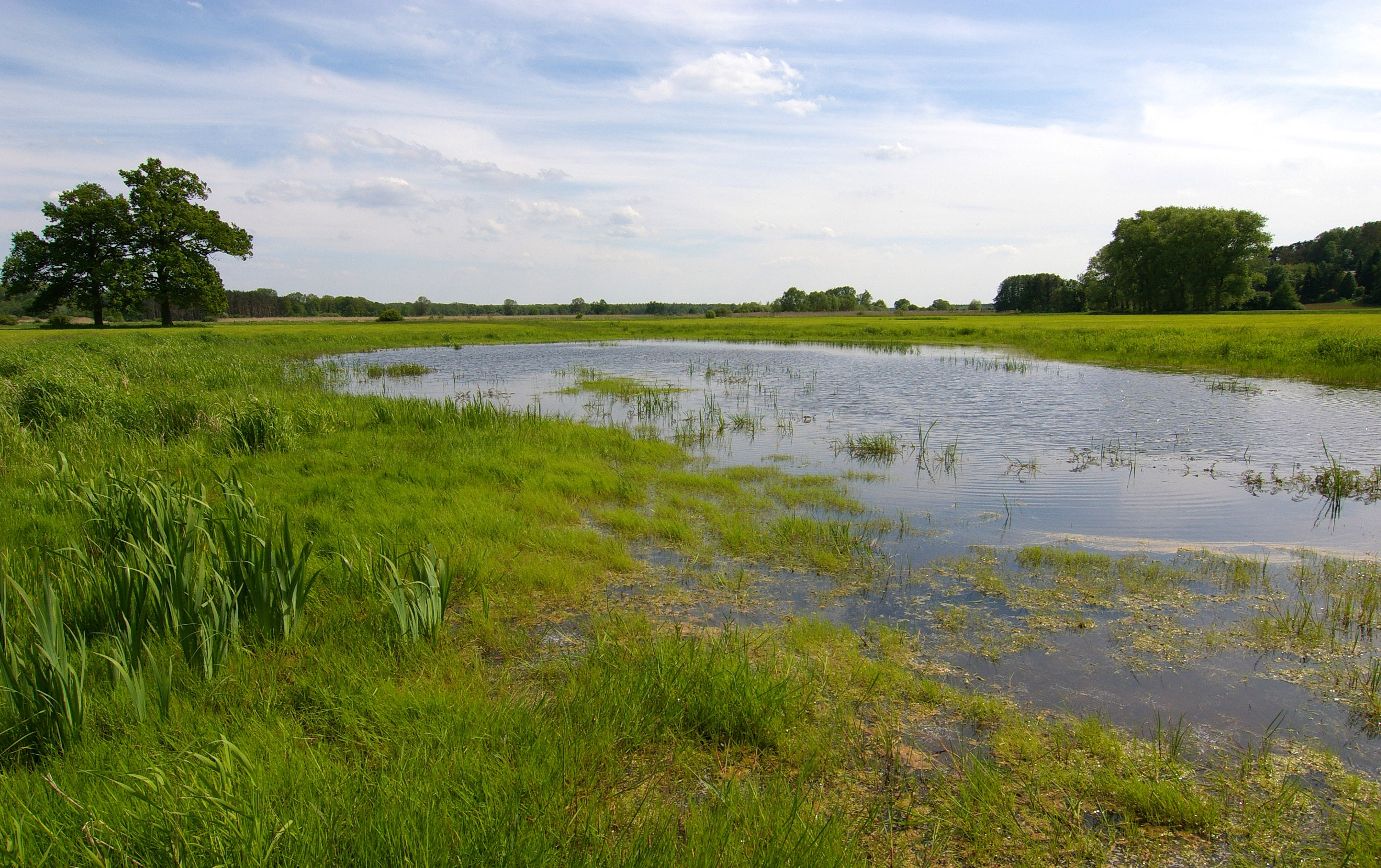
Wiesentümpel in einer Feuchtwiese in der Elbtalniederung, Deutschland

Wiesentümpel haben eine hohe Wassertemperatur, sie liegt wegen der Wärmeabgabe des Untergrundes immer etwas höher als die der Luft. Waldtümpel sind kühler und verdunsten langsamer, weil das Kronendach der Bäume die Sonnenstrahlung großenteils abschirmt. Wenn es sich um eine regelrechte Quelle handelt, spricht man von einem Quelltümpel, der die Tümpelquelle (Limnokren) umgibt, aus der sich der Quellbach ergießt.

### Blänke
Blänke, auch Blenke, ist die norddeutsche Bezeichnung für einen seichten Tümpel, dessen Ausdehnung pegelabhängig stark schwanken kann. Das Wort ist abgeleitet vom Adjektiv „blank“ und rührt her von der hell schimmernden Wasseroberfläche (vergleiche „Blanker Hans“). Blenken sind oft Grund- oder Stauwasserhorizonte, die aufgrund von jährlich periodischen Schwankungen besonders in Niederungen zu Tage treten. Solche flachen, im Frühjahr bestehenden Stillgewässer sind häufig Ablaichorte für Lurche und werden daher im Rahmen von Naturschutzmaßnahmen auch künstlich angelegt. 

### Moortümpel

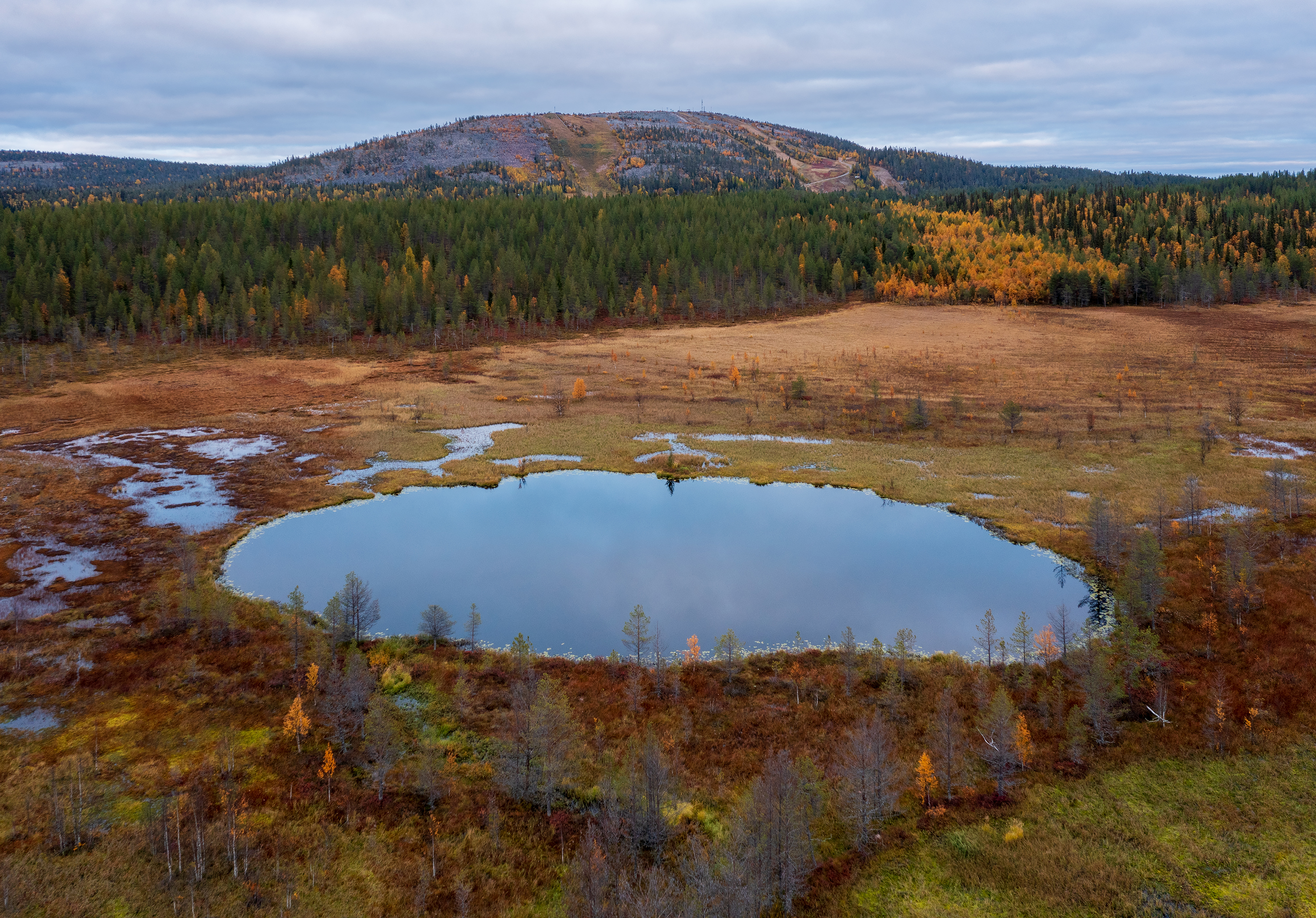
Ein Moortümpel in Salla, Finnland

Das klare und an Huminsäuren reiche Wasser von Moortümpeln ist an der Oberfläche meist sehr warm, in Tiefen von einem bis zwei Metern wegen der abschirmenden Wirkung der Torfmoose aber relativ kühl. Auch der Unterschied der Tag- und Nachttemperatur ist besonders ausgeprägt. Moortümpel sind artenarm, sie beherbergen nur an die Eigenschaften des Moorwassers angepasste Lebewesen. Im Unterschied zu Wiesentümpeln zeigen sie kaum Tendenzen zum Trockenfallen oder Verlanden und werden auch als Kolke oder Mooraugen bezeichnet.

### Sonderformen
Eine Sonderform ist die Salzlacke semiarider Zonen.

## Pflanzen

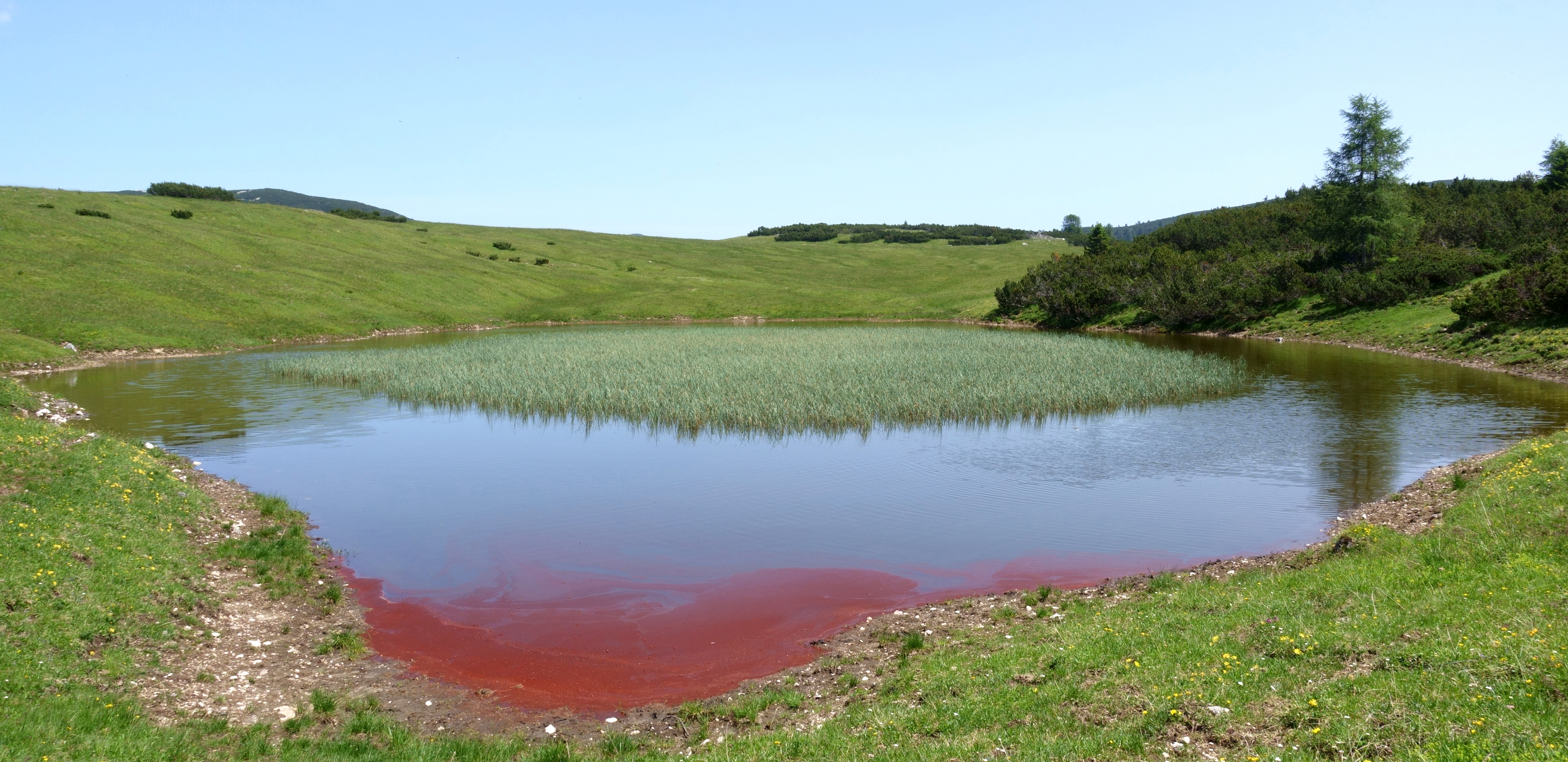
Tümpel im Toten Gebirge, Österreich. Die rote Färbung (Blutsee) entsteht durch eine Algenblüte. Vermutlich Haematococcus pluvialis oder Chlamydomonas nivalis

Zur Charakteristik eines Wiesentümpels gehört, dass er durchgehend von Binsen und anderen Sumpfpflanzen eingerahmt wird, was bei Waldtümpeln aufgrund des Lichtmangels jedoch weniger der Fall ist. Viele Tümpel bestehen nur einige Wochen, echte Wasserpflanzen kommen deshalb nicht vor. Den Grundbewuchs bilden meist Gräser, denen die zeitweilige Überflutung nichts ausmacht. Aufgrund der hohen Wassertemperaturen leben viele ein- und mehrzellige Algen im Tümpel. Hochgebirgstümpel können durch das Augentierchen Euglena sanguinea, die Blutregenalge (Haematococcus pluvialis) oder Chlamydomonas nivalis blutrot gefärbt werden, weshalb sie dann als Blutseen bezeichnet werden.

## Tiere
Da sie als Laichgewässer wichtig sind, werden Tümpel manchmal mit Kunststofffolien oder Beton abgedichtet. In Gärten oder auch in der Natur legt man nicht zuletzt aus diesem Grund künstliche Tümpel an. Besonders die Gelbbauchunke bevorzugt flache, gut besonnte Tümpel. Schnelles Wachstum, eine hohe Fortpflanzungsrate und eine kurze Generationsfolge kennzeichnen die Tierwelt im kurzlebigen Tümpel. Das Austrocknen der Tümpel schadet nicht den Imagines, manchmal aber den Larven von hier vorkommenden Insekten wie Schwimmkäfern, Wasserkäfern, Zuckmücken, Stechmücken, Libellen und Köcherfliegen. Andere Tümpelbewohner sind besser an das Trockenfallen oder Zufrieren angepasst. Die hartschaligen Eier mancher Kiemenfußkrebse können jahrelang im Trockenen liegen, die der Flohkrebse monatelang, wenn sie mit Erde bedeckt sind. Manche Arten können sich nur dann entwickeln, wenn die Eier einige Zeit den Trockenzustand durchgemacht haben. Viele Rädertiere, Fadenwürmer, Ruderfußkrebse und Muschelkrebse können in Trockenstarre lange Zeiträume überdauern und im staubtrockenen Schlamm weit verbreitet werden.